# Pyrethrum balsamitoides
Pyrethrum balsamitoides là một loài thực vật có hoa trong họ Cúc. Loài này được (Nábe) L.Phillips miêu tả khoa học đầu tiên năm 1961.